# إدي هنتر (لاعب كرة قدم)
إدي هنتر (بالإنجليزية: Eddie Hunter)‏ هو لاعب كرة قدم بريطاني في مركز نصف الجناح، ولد في 9 يونيو 1943 في Springburn ‏ في المملكة المتحدة. لعب مع نادي كوينز بارك.